# Jakob (musikgrupp)
Jakob är en postrockgrupp från Napier, Nya Zeeland. 
Bandet bildades 1998 och består av Jeff Boyle (gitarr), Maurice Beckett (elbas), och Jason Johnston (trummor). Jakob har släppt tre album: Subsets of sets från 2001, Cale:Drew från 2003, samt Solace från 2006. Under andra halvan av 2008 genomförde Jakob en USA-tour tillsammans med bandet ISIS. 